# Geierswalder Heide
Das Naturschutzgebiet Geierswalder Heide, obersorbisch Lejnjanska hola, liegt im Landkreis Bautzen in Sachsen nordöstlich von Geierswalde. Am nordöstlichen Rand des Gebietes erstreckt sich der Partwitzer See, westlich der Geierswalder See und östlich der Neuwieser See. Östlich des Gebietes verläuft die Staatsstraße 234 und südlich fließt die Schwarze Elster.

## Bedeutung
Das 128,94 ha große Gebiet mit der NSG-Nr. D 110 wurde im Jahr 2014 unter Naturschutz gestellt.